# 成功級フリゲート
成功級フリゲート（成功級巡防艦、Cheng Kung class frigate）は、台湾海軍のフリゲート。アメリカ海軍のO・H・ペリー級ミサイルフリゲートのライセンス生産によって8隻が建造された。

## 開発
台湾海軍は、長らくバックレイ級護衛駆逐艦を改装した天山級護衛駆逐艦や、フレッチャー級駆逐艦・アレン・M・サムナー級駆逐艦・ギアリング級駆逐艦を改装した富陽級駆逐艦を主力艦として用いていた。しかし第二次世界大戦時の設計であるこれらの艦は旧式化や老朽化が著しく、「老漢吃春薬（老人が強壮剤を飲んでいる）」と揶揄されるほど、戦力の近代化は喫緊の課題となっていた。
1984年、台湾海軍の近代化計画の一つとして、3,000t級のミサイル駆逐艦「光華I号」を8隻建造する計画が立案され、ベースとする艦が選定されることになった。当初は、並行して導入することになっていた1,500t級フリゲート「光華II号」との共通性などから、西ドイツ（当時）のMEKO型フリゲートが選定された。しかし、台湾と西ドイツの国交がなかったうえに、中華人民共和国からの圧力が予想されたことから、正規ルートによる購入は困難であった。第三国を経た購入も検討されたが、リベートなどによるコストの高騰が予想されたため、MEKO型フリゲートの購入を断念。
アメリカ合衆国の支援の下、台湾科学院がO・H・ペリー級を元にした、新型戦闘システムやVLSを有する「ミニ・イージス艦」を開発することが決まった。当然、一から新型艦の開発をするのに時間がかかるため、1986年には8隻の内4隻を新型艦にする計画に変更されたが、1989年に就任した葉昌桐上将は新型艦の隻数を2隻まで削減。さらに、O・H・ペリー級フリゲートを2隻共同建造、5隻をライセンス生産して、後期型の5隻をミニ・イージス艦として建造し合計12隻整備するなど計画は二転三転した。結局、建造費の関係から8隻のみ建造することで決着し、1番艦「成功」は1990年に起工された。

## 設計
成功級フリゲートの基本設計は、原形のO・H・ペリー級とほぼ同じである。ただし、原形の不具合を解決したほか、台湾独自の設計も盛り込まれている。

### 艦体
艦体のベースになったのは、O・H・ペリー級フリゲートの内でも全長を原型から2.4m延長した後期建造艦である。シアが強すぎて歪みが生じた後期建造艦はバラストの追加を余儀なくされたが、成功級では設計時に中央部の鋼板を厚くすることで解決している。
また、ミサイル発射時の艦体安定のためにフィンスタビライザーも装備されている。これにより、「食べては吐き出す（吃一餐吐一餐）」と揶揄された従来艦の劣悪な居住性からの向上に一役立っている。
このほかにも、ハンモックではなくベッドを有する兵員室や、個別の士官室に食堂、冷房の完備など、従来の第二次大戦型の艦船から飛躍的に居住性が向上し、乗組員の士気の維持に貢献している。

### 機関
成功級フリゲートは、台湾海軍の艦船として初のガスタービンエンジンであるゼネラル・エレクトリック LM2500を搭載した。機関の配置や煙突の位置は、原型と同じである。

### 砲熕兵装
主砲として、オート・メラーラ 76 mm 砲をアメリカでライセンス生産したMk.75 76mm単装速射砲を1門装備する。原形と同じ艦橋中央部に搭載しており、原形と同様の射界が限定されている。射撃管制レーダーとして、WM-28レーダーと、タレス社製のSTIR-240を1基装備する。また、ファランクス 20mm CIWSを1基ヘリ格納庫上に搭載する。
成功級独自の装備として、ボフォース350PX 40mm単装機関砲を艦橋両舷に装備する。これは、中国海軍が高速艇を多数有することへの対策である。射撃管制レーダーは、76mm速射砲用のSTIR-240を共用する。この40mm単装機関砲は搭載位置が76mm単装速射砲の直下にあるが、76mm速射砲を射撃するとその真下にある40mm機関砲の給弾作業員が衝撃波で昏倒もしくは最悪死亡することが、就役後に判明した。そのため、成功級は戦闘時には76mm速射砲と40mm機関砲を同時に発砲できず、76mm速射砲の射撃時には40mm機関砲の作業員は艦内退避をする必要がある。後期に建造された「田単」は40mm機関砲とSTIR-240を装備せず、後日より小型のT75S 20mm機関砲を搭載した。

### ミサイル兵装
成功級フリゲートは、原型と同じ能力限定型ターター・システムを有する。艦橋前方にはMk.13発射機を搭載し、これでRIM-66 SM-1MRスタンダード艦対空ミサイルを発射する。O・H・ペリー級フリゲートがMk.13発射機からハープーン艦対艦ミサイルを発射できるが、成功級はハープーンの購入費用が認められなかったため、Mk.13発射機からはスタンダードミサイルのみ発射する。その代わり、スタンダードミサイルの搭載数は40発に増加している。
成功級は独自の艦対艦ミサイルとして、台湾国産の雄風II型ミサイルを装備する。雄風II型は4連装発射筒を2基、メインマスト前方にシフト配置している。2006年以降、雄風II型の発射筒を連装2基にして雄風III型の発射筒を連装2基装備する試験が始まり、2014年には、8隻に雄風III型ミサイルが実戦配備された。
しかし40mm機関砲や雄風ミサイル発射筒の搭載などでトップヘビーとなっているという指摘がある。

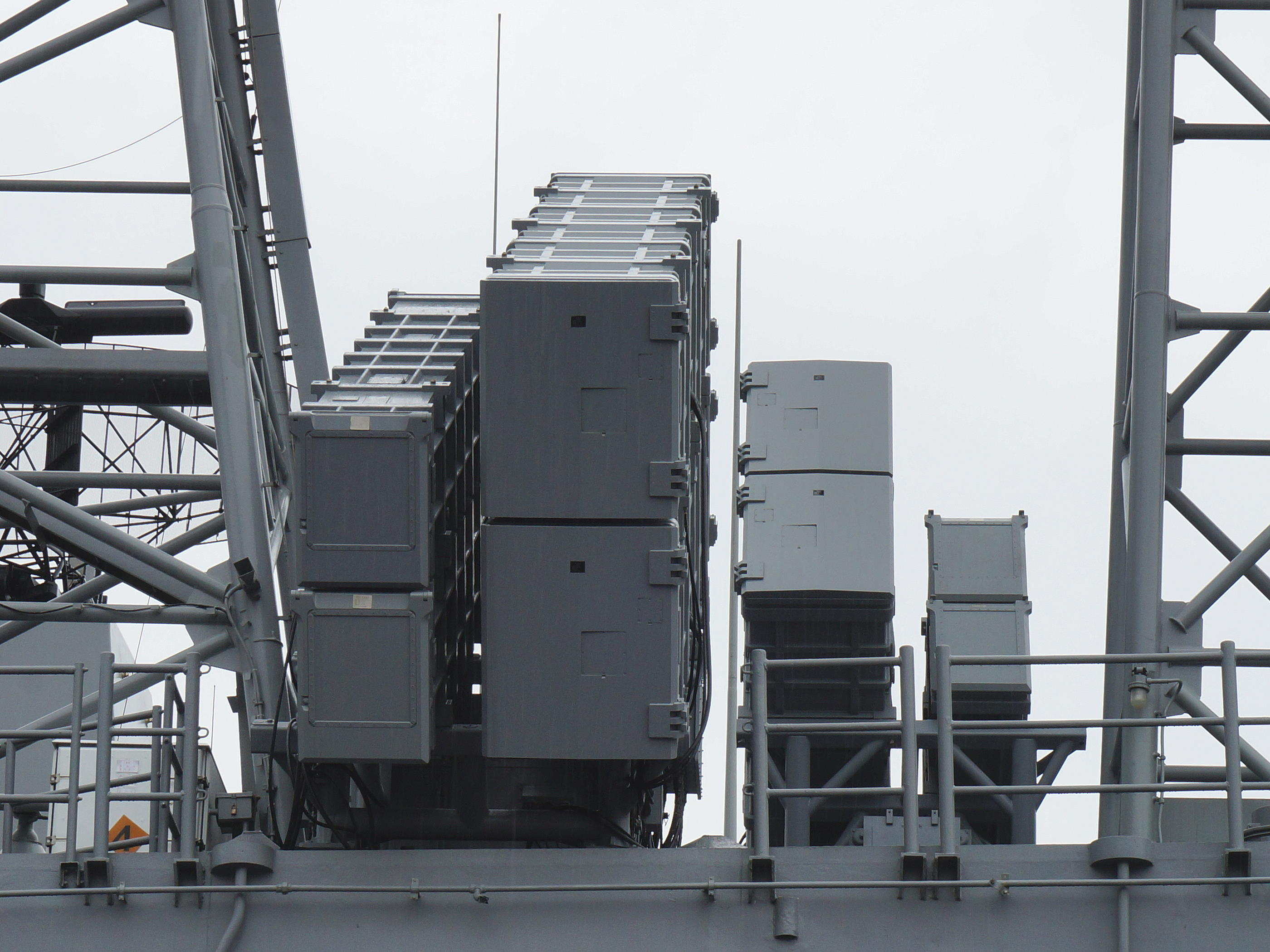
成功級フリゲート，国産の雄風II型、雄風III型SSMを搭載し

### 対潜兵装
ハルソナーとして、原型と同じAN/SQS-56ソナーを装備する。ただし、原型が装備していたAN/SQR-19戦術曳航ソナーとAN/SQQ-89対潜戦闘システムは、アメリカが売却を拒否したため搭載しておらず、対潜兵器もMk.32 3連装短魚雷発射管のみ装備するため、対潜攻撃は専ら対潜ヘリコプターによるところが大きい。

### 航空兵装
後期建造艦をベースにしたため、着艦支援装置を標準装備する。O・H・ペリー級はLAMPS Mk.IIIの運用が可能だが、LAMPS Mk.IIIに対応するS-70C(M)-1/2を搭載することが可能となり、これまでMD 500MDディフェンダー小型ヘリコプターしか対潜ヘリコプターを運用できなかった対潜能力は大幅に向上した。

## 運用
7隻はO・H・ペリー級フリゲートを基に、高雄の中国造船公司（現:台湾国際造船公司）で建造された。全艦が左営の第124駆逐艦隊に配備されており、洋上での防空艦として運用されている。
一方、C-MARレーダー・ノーティスF戦闘システムとADAR-2Nレーダー・MCS-2000戦闘システム・Mk.41 VLSを搭載する新型戦闘システムは、当初7番艦「張騫」からの搭載を予定していたが、フェーズドアレイレーダーの機種選定のやり直しなどで開発は遅れ、7番艦「張騫」もO・H・ペリー級フリゲートを基にした設計で建造された。最終的に、コスト高騰による予算不足でミニ・イージス艦の建造は諦められ、8番艦「田単」も同じ設計で建造された。
2006年3月には、鄭和がパラオで接触事故を起こし航行不能となる事態が発生している。
成功級フリゲートは台湾海軍の大型艦の中では隻数が最も多く、稼働率も高いことから、現在も台湾海軍の主力として運用されている。台湾海軍は本級の増強を希望しており、台湾政府は2014年度・2015年度国防予算で、アメリカ海軍のO・H・ペリー級フリゲート2隻分の購入予算56億台湾元を計上した。そして2014年12月10日、アメリカ合衆国議会でO・H・ペリー級フリゲート4隻（「テイラー」、「カー」、「ゲイリー」、「エルロッド」）の売却が可決され、12月18日にはバラク・オバマ大統領が法案に署名した。これに対し中華人民共和国外交部は『台湾問題は中国の核心的な利益。強烈な不満と断固たる反対を表明する』と抗議した。
2017年5月、米国から購入した「テイラー」「ゲイリー」の2隻が台湾に到着し、2018年11月の就役式で「銘傳」「逢甲」と改名されて馬公基地を母港とする海軍146艦隊に配属された。

## 同型艦
| 艦番号   | 艦名 | 起工            | 進水            | 就役            | 艦名の由来 |
| -------- | ---- | --------------- | --------------- | --------------- | ---------- |
| PFG-1101 | 成功 | 1990年 12月21日 | 1991年 10月5日  | 1993年 5月7日   | 鄭成功     |
| PFG-1103 | 鄭和 | 1991年 10月29日 | 1992年 10月15日 | 1994年 3月28日  | 鄭和       |
| PFG-1105 | 継光 | 1992年 10月30日 | 1993年 10月3日  | 1995年 3月4日   | 戚継光     |
| PFG-1106 | 岳飛 | 1993年 9月5日   | 1994年 8月26日  | 1996年 2月26日  | 岳飛       |
| PFG-1107 | 子儀 | 1994年 8月7日   | 1995年 7月13日  | 1997年 1月9日   | 郭子儀     |
| PFG-1108 | 班超 | 1995年 7月25日  | 1996年 7月3日   | 1997年 12月16日 | 班超       |
| PFG-1109 | 張騫 | 1995年 12月4日  | 1997年 5月14日  | 1998年 12月1日  | 張騫       |
| PFG-1110 | 田単 | 2001年 2月22日  | 2002年 10月17日 | 2004年 3月11日  | 田単       |